# Louis Joseph Hébert
Louis Joseph Hébert est un militaire et homme politique français né le 3 juin 1738 à Montfort-sur-Risle et mort le 24 vendémiaire an X (16 octobre 1801) à Montfort-sur-Risle.

## Biographie
Officier de cavalerie, chevalier de Saint-Louis, il est député de l'Eure du 2 septembre 1791 au 20 septembre 1792. Il est nommé conseiller général en 1800 et également maire de sa commune.

## Sources
- « Louis Joseph Hébert », dans Adolphe Robert et Gaston Cougny, Dictionnaire des parlementaires français, Edgar Bourloton, 1889-1891 [détail de l’édition]

« Louis Joseph Hébert », sur Sycomore, base de données des députés de l'Assemblée nationale